# Difusora FM (São Paulo)
A Rádio Difusora FM foi uma emissora de rádio brasileira de São Paulo, que operava na frequência de 98,5 MHz. Inicialmente, funcionava como link da Rádio Difusora AM, com 300 w, depois em 1970 tornou-se a primeira emissora FM de São Paulo com programação própria, quando foi instalado um transmissor de 30 kW.Embora tivesse programação independente com músicas selecionadas do gênero easy listening, ela era muito parecida com a programação da Difusora AM.

## História
Criada pelos Diários Associados,a Difusora FM foi inspirada na programação musical da Rádio Difusora AM 960 kHz, que estreou no final de 1969 e foi batizada como "Jet Music". Liderada por Cayon Gadia, essa programação era segmentada para o público jovem e baseada em sucessos da música pop norte-americana. Em 1971 a Rádio Excelsior de São Paulo AM 670 KHz (em 1975 passou a operar em 780 KHz, canal que pertencia a rádio Marconi, tirada do ar pelo governo militar) também adotou a programação musical, concorrendo com a Difusora, porém a Excelsior trazia seus lançamentos da Europa.
Em 2 de dezembro de 1970 a Difusora tornou-se a primeira emissora na cidade de São Paulo a ter programação própria em FM,com músicas selecionadas para ouvintes inteligentes,diferindo-se da programação Jet Music da Difusora AM.
Na segunda metade da década de 1970, passou a popularizar sua programação, tocando gêneros musicais como Pop, R&B e Disco, que até então eram tocados na emissora co-irmã.
A emissora saiu do ar em 3 de setembro de 1981 pouco depois das 19 horas. Ela detinha a concessão do canal 4 VHF da TV Tupi São Paulo, que tinha sido fechada em 18 de julho de 1980. A justiça decidiu que a Difusora não tinha como honrar os compromissos deixados pela TV Tupi e então decretou sua falência.Além da FM, foram lacrados os transmissores da AM 960 kHz e das emissoras de ondas curtas de 6095 kHz (49 metros), 11765 kHz (25 metros) e 15155 kHz (19 metros),que transmitiam a programação da Rádio Tupi de São Paulo, extinta em janeiro de 1984, também por motivo de falência.A frequência 98.5 MHz ficou vaga até 1982, quando foi assumida pela Metropolitana FM, que antes ocupava os 103,3 MHz (atualmente ocupados pela Cultura FM).